# Maturino Fiorentino
Pour les articles homonymes, voir Fiorentino.

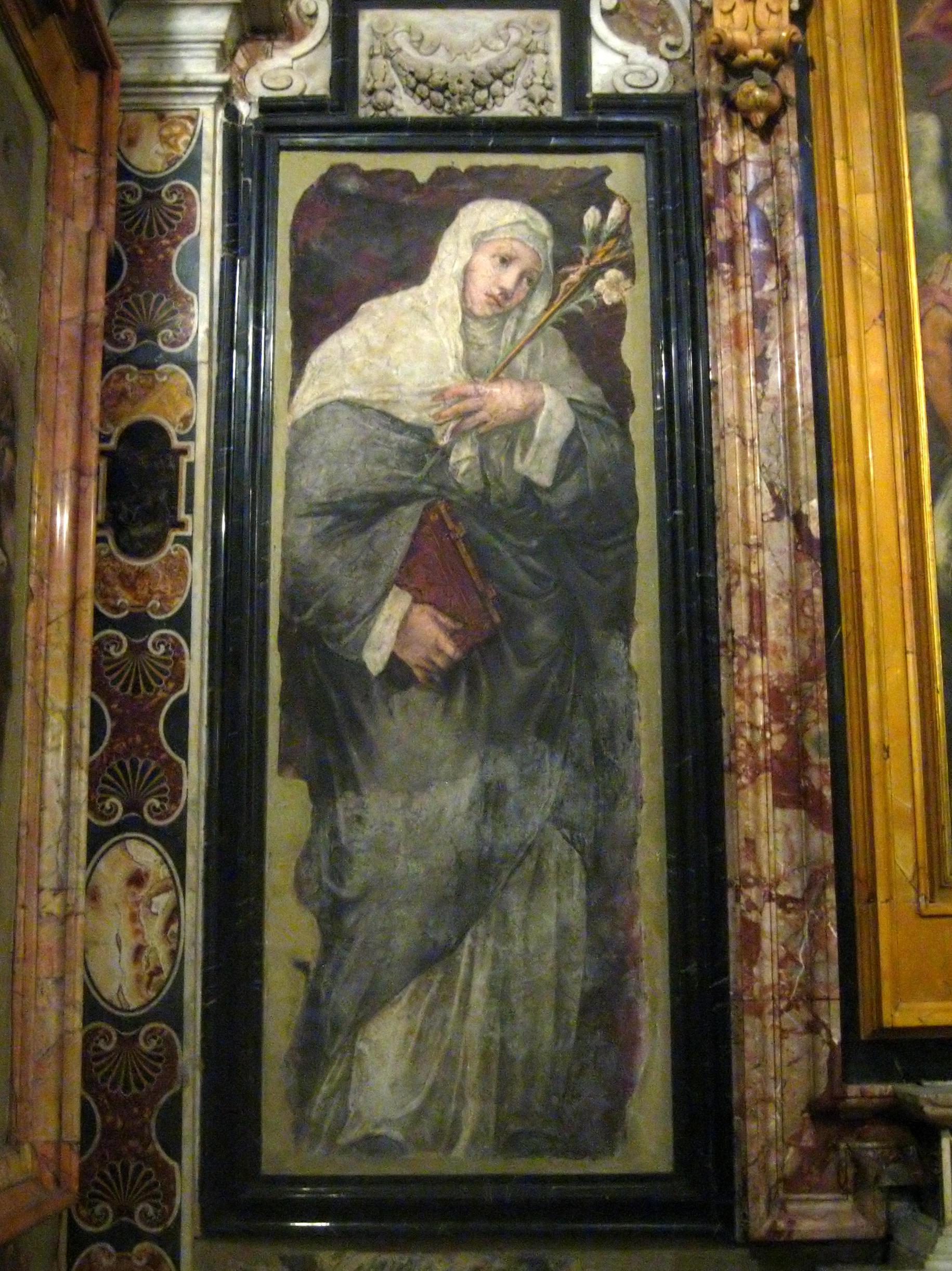
Sainte Catherine de Sienne, par Polidoro da Caravaggio et Maturino da Firenze, à San Silvestro al Quirinale, Rome (c.1525)

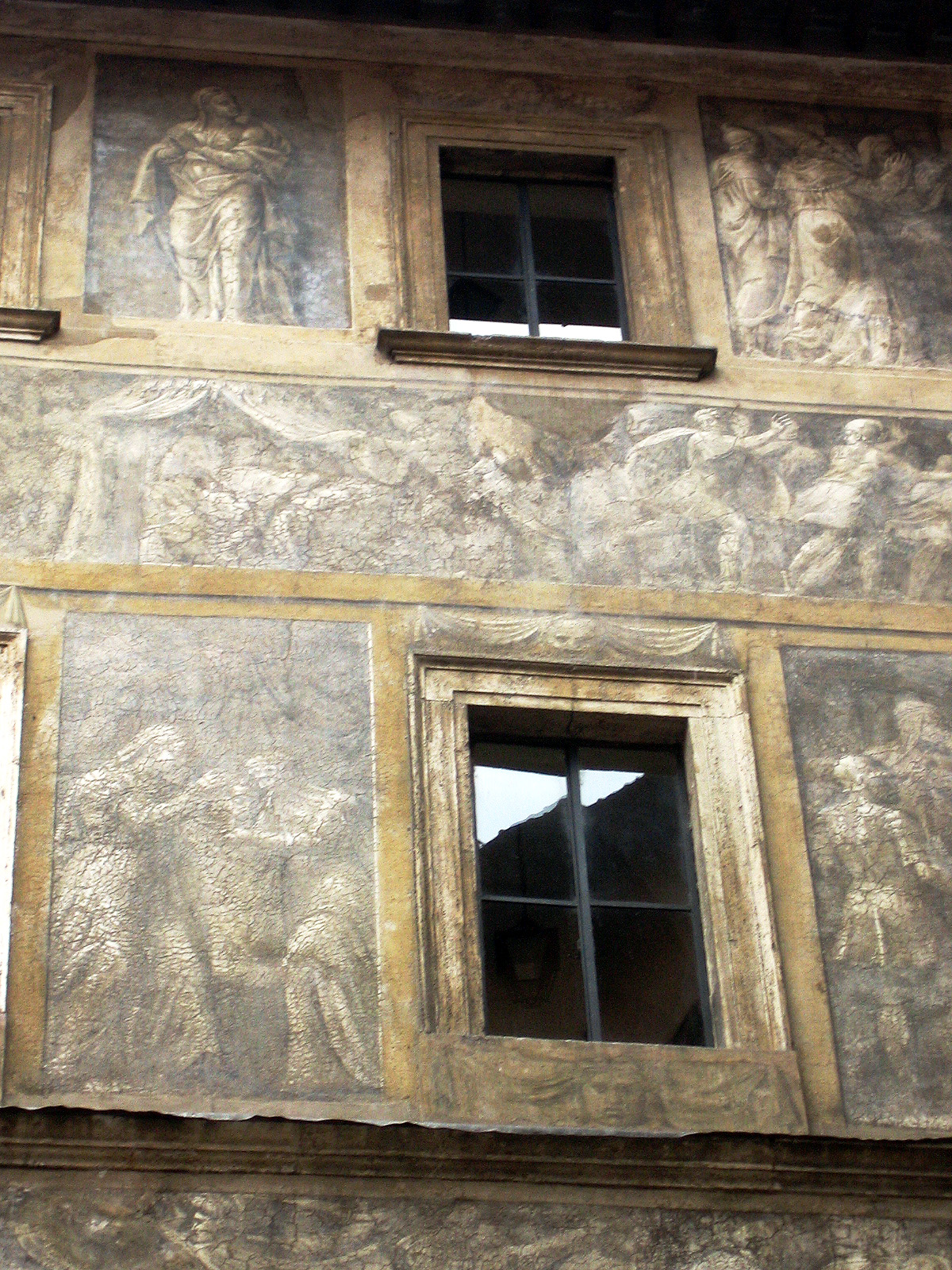
Fresque en grisaille piazza Navona

Maturino da Firenze (Florence, 1490 - Rome, 1528) est un peintre italien florentin, qui travailla à Rome pendant la Renaissance.

## Biographie
Avec son associé Polidoro da Caravaggio, dès la mort de Raphaël (1520), ils dessinent les vestiges romains et développent ensemble leur spécialité, la peinture en grisaille et en camaïeu des façades des palais romains à l’imitation des bas-reliefs antiques. 
Polidoro dépasse en talent son associé mais la mort de Maturino lors du sac de Rome en 1527 les sépare et Polidoro fuit à Naples, puis à Messine.

## Œuvres
- Fresques en grisaille de façades de palais romains.
- Sainte Catherine de Sienne et Paysage, avec  Polidoro da Caravaggio,  dans l'église San Silvestro al Quirinale, Rome (vers 1525)
(Dans lesquelles Vasari ne sait différencier les parts respectives de leurs apports[2]).